# Karlsrud Station
Karlsrud Station (Karlsrud stasjon) er en metrostation på Lambertseterbanen på T-banen i Oslo. Stationen ligger mellem Brattlikollen og Lambertseter i satellitbyen Lambertseter. Karlsrud skole og Lambertseter videregående skole ligger i gåafstand fra stationen.
Stationen blev opgraderet til metrostandard og genåbnet 4. september 2013. Den har et specielt udseende med trævægge for at beskytte dem, der bor lige ved stationen. Stationen har desuden et læskur og belysning, der ellers ikke forekommer på Lambertseterbanen.